# 數位惡魔傳說 天魔變
《數位惡魔傳說 天魔變》（美版名：Shin Megami Tensei: Digital Devil Saga）是由Atlus开发的PlayStation 2角色扮演遊戲，最早于2004年7月15日在日本发售。该作是真·女神转生系列电子游戏的支系作品，其续作为《数码恶魔传说 天魔变2》。